# Jan Kriege

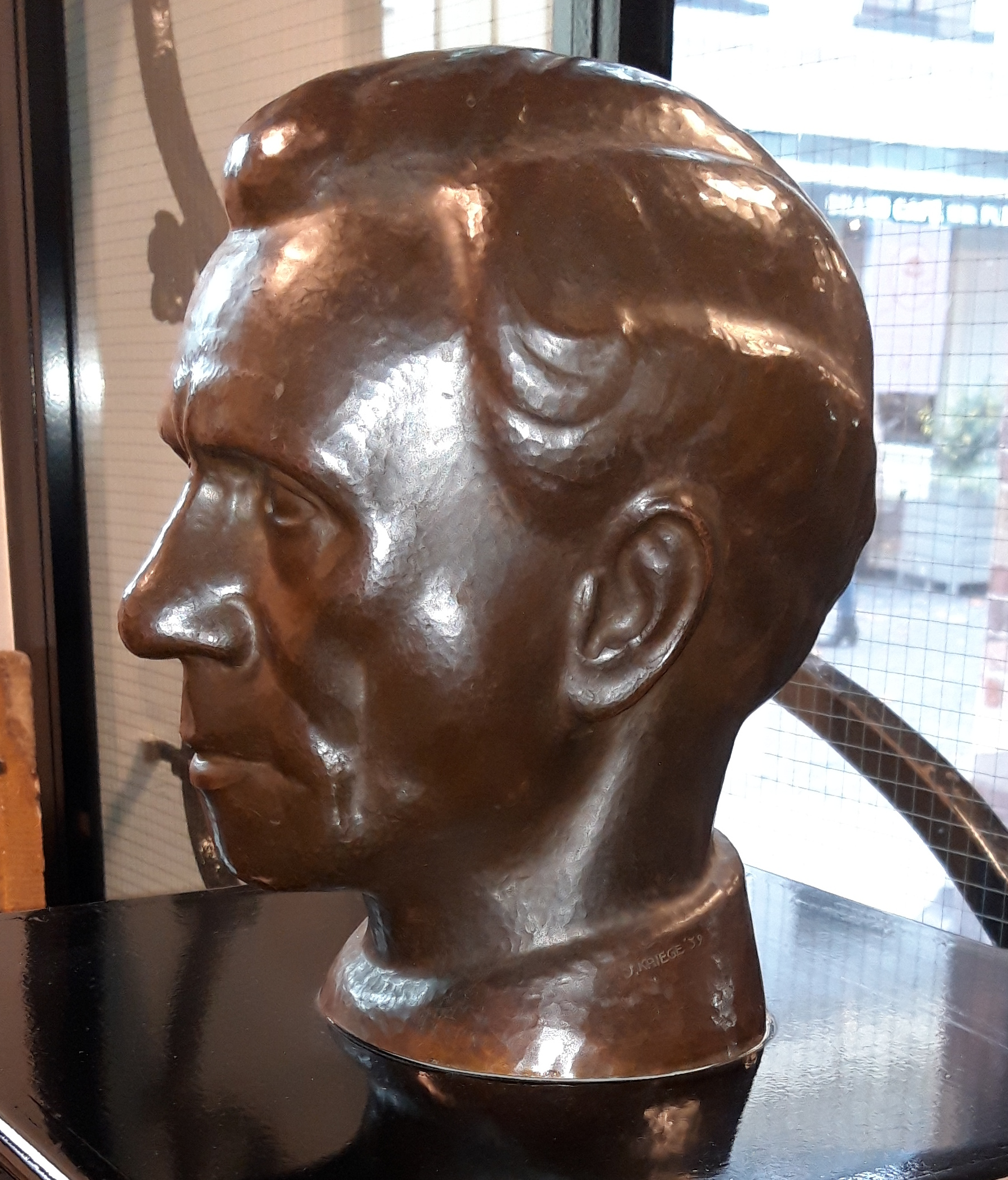
Zelfportret in Tombak uit ca 1939, collectie stadsmuseum Woerden

Jan Kriege (Woerden, 15 mei 1884 - Woerden, 3 augustus 1944) was een Nederlandse edelsmid.

## Levensloop
Hij werd geboren als zoon van een klompenmaker, en toen zijn vader overleed, nam hij op vijftienjarige leeftijd het bedrijf over. Na een jaar of tien ging hij toch meer interesse in kunst tonen. Hij ging als leerling naar de edelsmid Carel Begeer, waar hij leerde tekenen, kloppen en drijven, monteren en ciseleren. Na twee jaar kon hij als gezel aan de slag in het atelier van Begeer. In 1914 ging Kriege naar Den Haag, waar hij in de avonduren de Haagse Academie bezocht. Hier haalde hij in 1919 zijn meestersexamen, waarna hij zich weer in Woerden vestigde. Het Stedelijk Museum van Amsterdam kreeg interesse voor zijn werk, en Kriege werd een gerespecteerd kunstenaar die ook in het buitenland bekendheid genoot. Hij deed veel werk in opdracht, vaak voor katholieke kerken, maar ook de plaquette van het postkantoor in Hilversum is van zijn hand.
In 1940 stond een groot deel van zijn werken in gebouw De Distel in Rotterdam, en werd alles tijdens de bombardementen van mei 1940 vernietigd. Ook tijdens de Duitse bezetting werd het steeds moeilijker om te werken. Kriege weigerde zich aan te sluiten bij de Kultuurkamer, waardoor hij weinig materiaal meer aangeleverd kreeg. Hierdoor ging Kriege zich tijdens de oorlog meer toeleggen op het lesgeven.

## Werkwijze
Jan Kriege deed veel zogenaamd drijfwerk, uit één plaat koper een buste, vaas of wandbord drijven. Deze techniek vereist een bijzondere vaardigheid, waar Jan Kriege zeer bekwaam in was. Voor dit drijfwerk gebruikte hij vaak het materiaal tombak – een legering van 15% koper en 85% zink.

## Musea
Sommige werken van Jan Kriege zijn te zien in het stadsmuseum van de stad Woerden. Ook het Rotterdamse museum Boijmans Van Beuningen exposeert zijn werk.

## Wetenswaardigheden
In Woerden is er een straat naar Jan Kriege vernoemd.
- Biografisch Portaal: 96252167
- RKD-Nederlands Instituut voor Kunstgeschiedenis: 46433
- Union List of Artist Names: 500711816